# 勝野正道
勝野 正道（かつの まさみち、文化5年（1808年） - 安政5年10月19日（1858年11月13日））は、幕末の陪臣。勝野正弘の子。通称・豊作。号は台山。仁科多一郎と変名した。

## 人物
旗本阿部政成の家臣。主に藤田東湖・安島帯刀らの水戸藩士と交わって勤皇活動に従事、幕府の条約締結を批判する。安政5年（1858年）上洛。梅田雲浜・頼三樹三郎らと交流する傍ら、鵜飼吉左衛門・幸吉父子らとともに水戸藩への降勅を謀る。やがて密勅が下ると安政の大獄によって幕府に追われ、水戸藩士大野謙介にかくまわれて水戸郊外に潜伏する。その間、妻子が尋問を受けて処罰されている。しかし正道も潜伏先で没し、大野によって密かに葬られた。
明治24年（1891年）贈従四位。

## 家族
- チカ（生没年不詳）
正道の妻。安政の大獄で押込刑。
- 勝野森之助
正道の子。諱は正倫。安政の大獄で遠島刑。
- 勝野保三郎（かつの やすさぶろう、生没年不詳）
正道の子。諱は正満。安政の大獄で押込刑。
- ユウ（生没年不詳）
正道の娘。安政の大獄で押込刑。